# Певенсі
Певенсі (англ. Pevensey) — село та місцева громада (адміністративно-територіальна одиниця) у Вільдені — районі Східного Сассексу, Англія. Основне село розташоване за 5 миль на північний схід від Істборну та за милю від узбережжя, на якому розташований хутір Певенсі Бей, що входить до цієї ж громади.

## Галерея

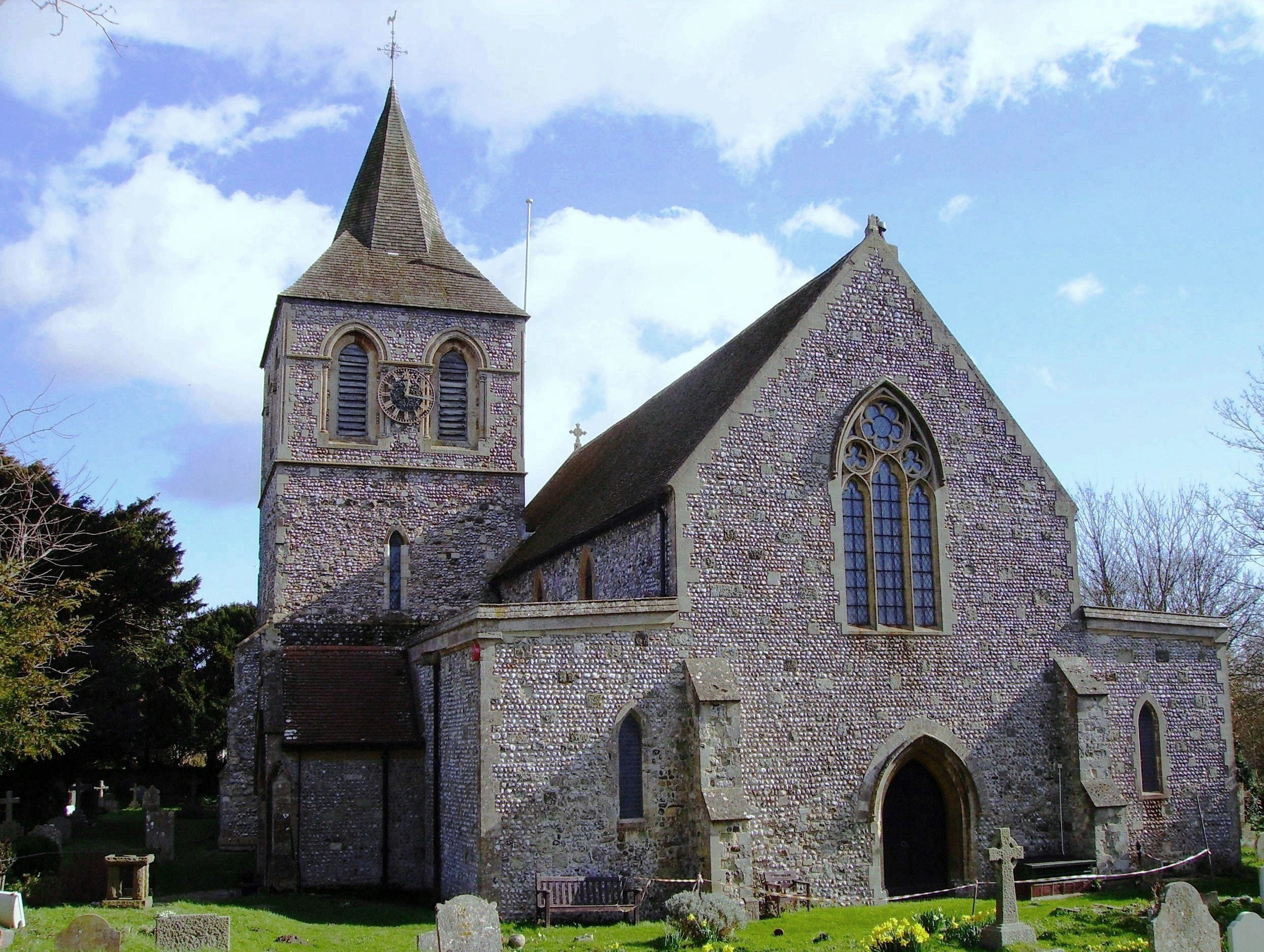
Церква святого Миколая
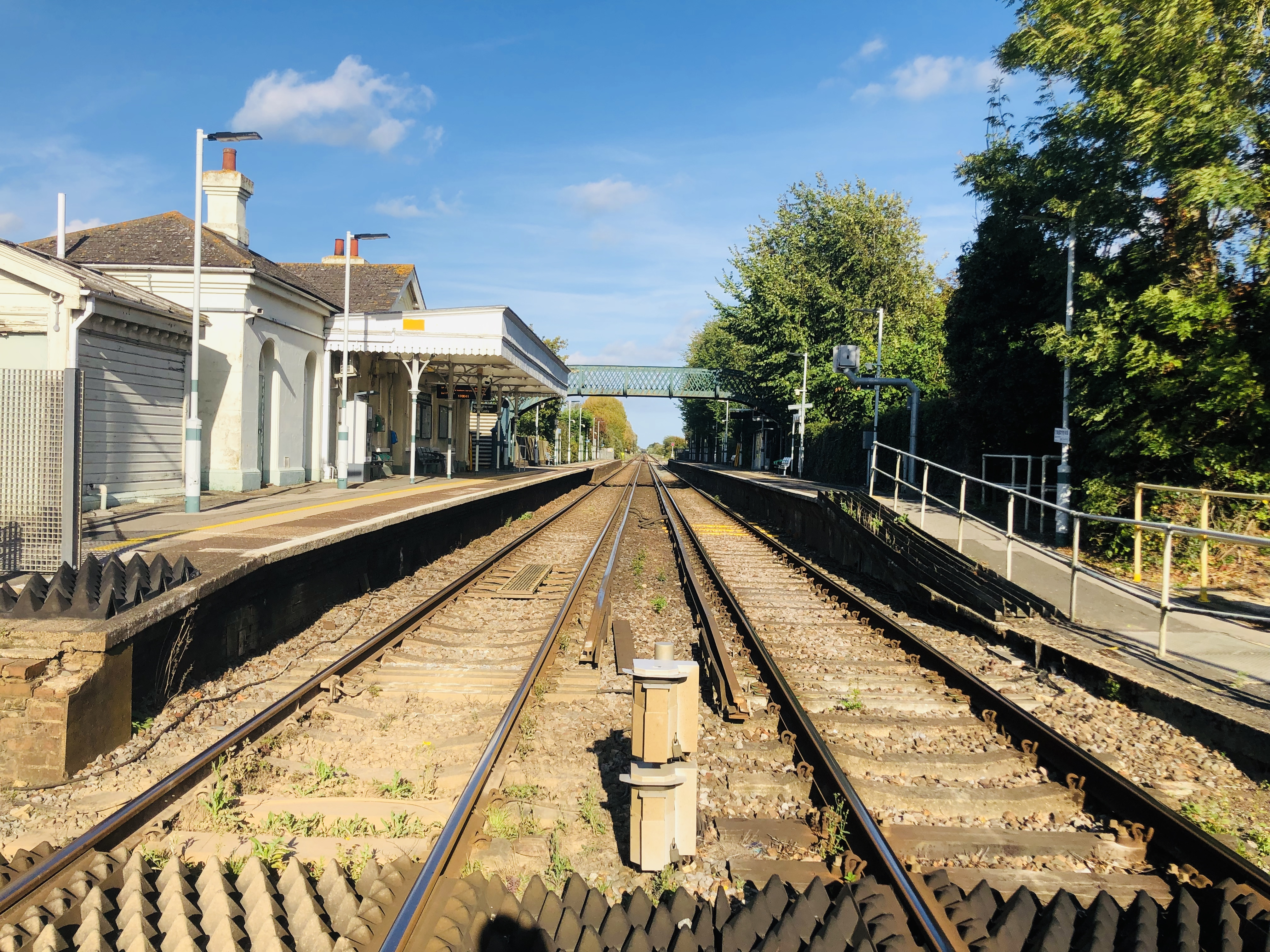
Залізнична станція Певенсі-енд-Вестгем
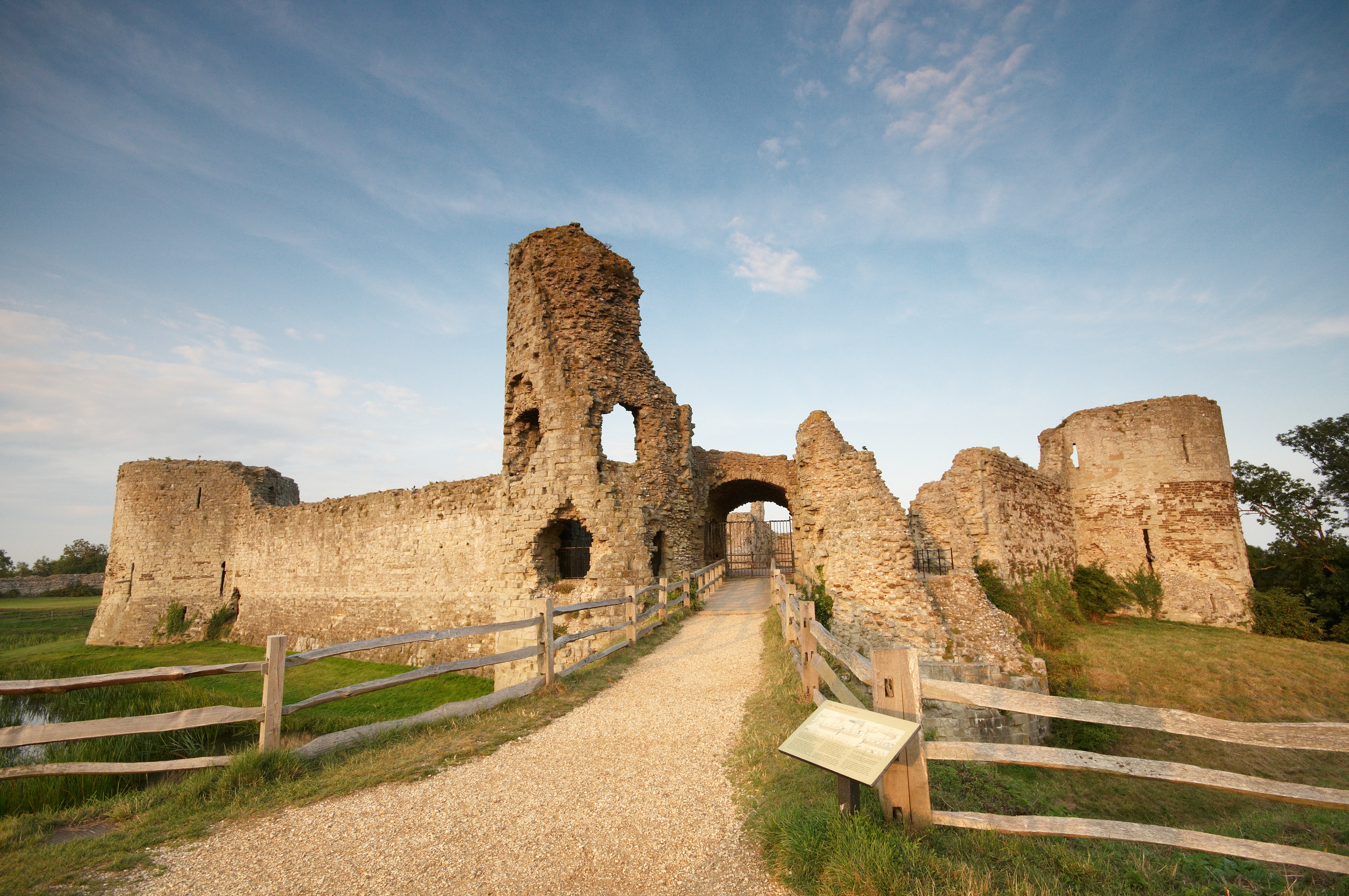
Замок Певенсі

1. ↑  Parish Profiles // 2021 United Kingdom census — Office for National Statistics.